# Schiers
Schiers (walserdeutsch Schiersch [ʃiərʃ], rätoromanisch Ascheraⓘ) ist eine politische Gemeinde im Schweizer Kanton Graubünden. Sie gehört zur Region Prättigau/Davos.

## Geographie
Schiers liegt im vorderen Prättigau an der Mündung des Schraubachs in die Landquart, welche das Gemeindegebiet auf etwa 5 km Länge von Südost nach Nordwest durchfliesst. Der bis zur Talsohle herab fast durchgehend bewaldete Hang südlich des Flusses, der Landquartberg, erreicht rund 1600 m ü. M. Wesentlich grösser und vielfältiger stellt sich der nördliche Teil des Territoriums dar. Er erstreckt sich von der Landquart bis zu den Gipfeln des Rätikon, also bis an die Wasserscheide gegen das Montafon, gleichzeitig Staatsgrenze zu Österreich. Die den Kalkstöcken der Drusenfluh (Hauptgipfel 2827 m, höchster Punkt der Gemeinde) vorgelagerte hügelige Landschaft besteht aus weichem Bündnerschiefer, so dass der Schraubach und seine zahlreichen Quell- und Nebenbäche tiefe Tobel gruben, welche die auf den Anhöhen verstreuten Maiensässe und Alpen voneinander trennen und den Wegebau und -unterhalt sehr aufwendig gestalten.
Neben dem Strassendorf Schiers gehören zur Gemeinde die Fraktionen Lunden, Fajauna, Stels, Maria-Montagna, Pusserein sowie Schuders, welches von 1851 bis 1878 eine eigenständige Gemeinde bildete.
Nachbargemeinden sind Grüsch, Seewis im Prättigau, Luzein, Jenaz, Furna sowie Vandans und Tschagguns (beide zum österreichischen Bundesland Vorarlberg gehörend).
| Grüsch | Seewis im Prättigau                         | Brand (Bez. Bludenz, Vorarlbg. AT) |
| Grüsch | Kompassrose, die auf Nachbargemeinden zeigt | Luzein                             |
| Furna  | Jenaz                                       | Luzein                             |

## Geschichte

Luftbild aus 300 m von Walter Mittelholzer von 1923

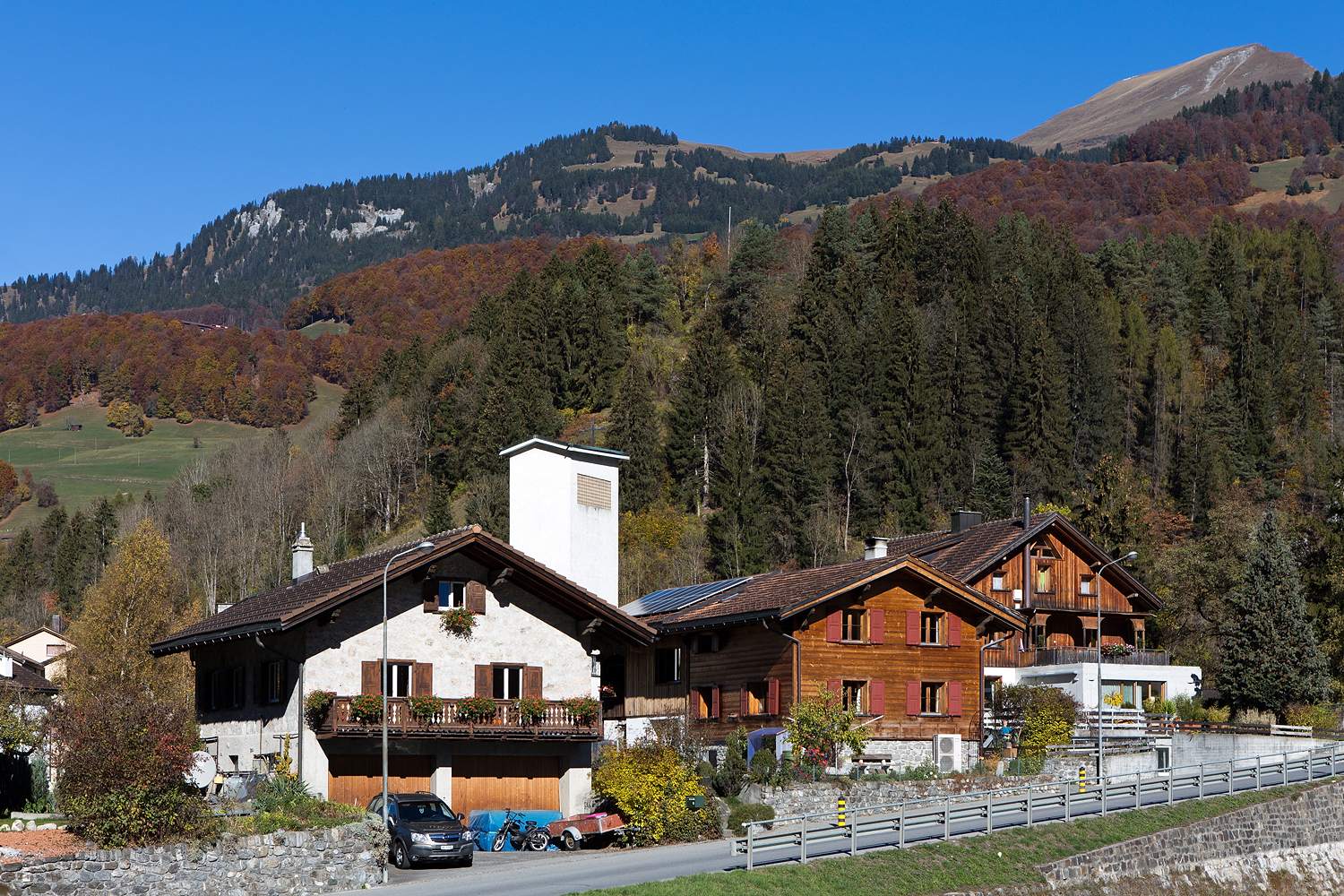
Katholische Kirche

Diverse Funde belegen die Besiedlung des Gebietes in der Bronze- und Eisenzeit. Aus römischer Zeit datiert ein Münzfund in Montagna. Der Ort Scieres und die Kirche St. Johann, die im 5. Jahrhundert begründete Urkirche des Prättigaus, werden urkundlich erstmals 1101 erwähnt. Der Ortsname geht, wie auch beim nahegelegenen Weiler Ascharina (Gemeinde Luzein), auf das vulgärlateinische Adjektiv ăcĕrĕu, ăcĕrĕa, eine Ableitung von lateinisch acer «Ahorn», zurück. Funde und Befunde in Schiers und Umgebung belegen eine Siedlungskontinuität von der Antike bis ins Frühmittelalter. Im Pfrundgarten kamen 1955 bis 1960 Überreste zweier kleiner frühchristlicher Friedhofskirchen mit über 100 Bestattungen aus dem 5. bis 7. Jahrhundert zum Vorschein.
Durch eine bischöfliche Stiftung um 1100 und Schenkungen aus weltlicher Hand waren die Domherren von Chur im 12. Jahrhundert bedeutendste Grundbesitzer in Schiers geworden. Die Hoheitsrechte gelangten durch Erbschaft 1335 von den Vazern an die Toggenburger, nach deren Ende – das 1436 den Anlass zur Gründung des Zehngerichtenbundes gab – dann an die von Montfort und von Matsch und schliesslich an das Haus Habsburg, von dessen Herrschaft sich die Prättigauer 1649 loskaufen konnten. Innerhalb des Zehngerichtenbundes bildeten Schiers, Grüsch und Seewis die Gerichtsgemeinde Schiers, die 1679 in zwei Halbgerichte aufgeteilt wurde. Aus den Rechten des seit dem 12. Jahrhundert in Schiers begüterten Churer Domkapitels hatte sich eine eigene Gerichtsherrschaft, das Kapitelgericht Schiers, entwickelt, das 1506 mit dem Gericht Schiers vereinigt wurde. Bis zu jenem Zeitpunkt sprach man vom Bund der elf Gerichte.
Die 1101 erstmals erwähnte Kirche St. Johann, damals vermutlich Talkirche, hatte im Spätmittelalter einen Kirchsprengel, der von Seewis im Prättigau bis Küblis reichte; das Kollaturrecht lag bei der weltlichen Herrschaft.
1563 schloss sich die Gemeinde der Reformation an. Im selben Jahrhundert ging die Bevölkerung von der romanischen zur deutschen Sprache über. Kurz nach der Reformation in Schiers verliessen die Domherren das Dorf, 1677 verkauften sie ihre letzten Güter und Rechte. Kirche und Dorf wurden zweimal zerstört: 1622 durch ein österreichisches Heer, 1767 durch einen Dorfbrand. Gemeinsam mit Grüsch stellte Schiers 1812 als letzte Schweizer Gemeinde vom julianischen Kalender auf den gregorianischen Kalender um. 1875 wurde die im Tal des Schraubachs gelegene Nachbargemeinde Schuders eingemeindet. Schiers gehörte bis 2000 zum gleichnamigen Kreis im Bezirk Unterlandquart bzw. 2001 bis 2015 im Bezirk Prättigau/Davos.
Um 1800 waren mindestens 80 Prozent der Einwohner mit Viehzucht (Alpwirtschaft) und Ackerbau beschäftigt. Die Bedeutung der Landwirtschaft sank jedoch stetig; 2005 bot sie nur noch 10 Prozent der Arbeitsplätze in der Gemeinde, während der dritte Sektor 65 Prozent stellte. Die Verkehrsentwicklung der Talstrasse 1849, der Bahn 1889 und der Umfahrung 1967 sowie die Industrialisierung förderten die Migration. Nach 1945 setzte die Mechanisierung der Landwirtschaft ein. Das alteingesessene Gewerbe (unter anderem Orgelbau in der ersten Hälfte des 19. Jahrhunderts) wurde im 20. Jahrhundert vielfältig ergänzt mit einer Grossmetzgerei, einer Buchdruckerei, Holzverarbeitung und Baugewerbe. Als Zentrum des Prättigaus beherbergt Schiers die Evangelische Mittelschule Schiers, seit 1950 eine Bäuerinnen- und Haushaltungsschule, ein Tagungszentrum auf Stels, seit 1881 das Regionalspital Prättigau sowie ab 1901 die Regionalzeitung Prättigauer und Herrschäftler.

## Wappen
| Wappen von Schiers | Blasonierung: «In Blau ein durchgehendes goldenes (gelbes) Kreuz» |
| Wappen von Schiers | Die Gemeinde übernahm das ursprüngliche Wappenzeichen des Zehngerichtebundes, herrührend aus dem Wappen des Schierser Gerichtsammans Jann Grest von Seewis aus den Jahren 1516, 1517 und 1540. |

## Bevölkerung
| Bevölkerungsentwicklung | Bevölkerungsentwicklung | Bevölkerungsentwicklung | Bevölkerungsentwicklung | Bevölkerungsentwicklung | Bevölkerungsentwicklung | Bevölkerungsentwicklung | Bevölkerungsentwicklung | Bevölkerungsentwicklung |
| ----------------------- | ----------------------- | ----------------------- | ----------------------- | ----------------------- | ----------------------- | ----------------------- | ----------------------- | ----------------------- |
| Jahr                    | 1780                    | 1850                    | 1900                    | 1950                    | 2000                    | 2010                    | 2020                    |                         |
| Einwohner               | 1110                    | 1741                    | 1654                    | 2312                    | 2637                    | 2549                    | 2727                    |                         |

## Bildung

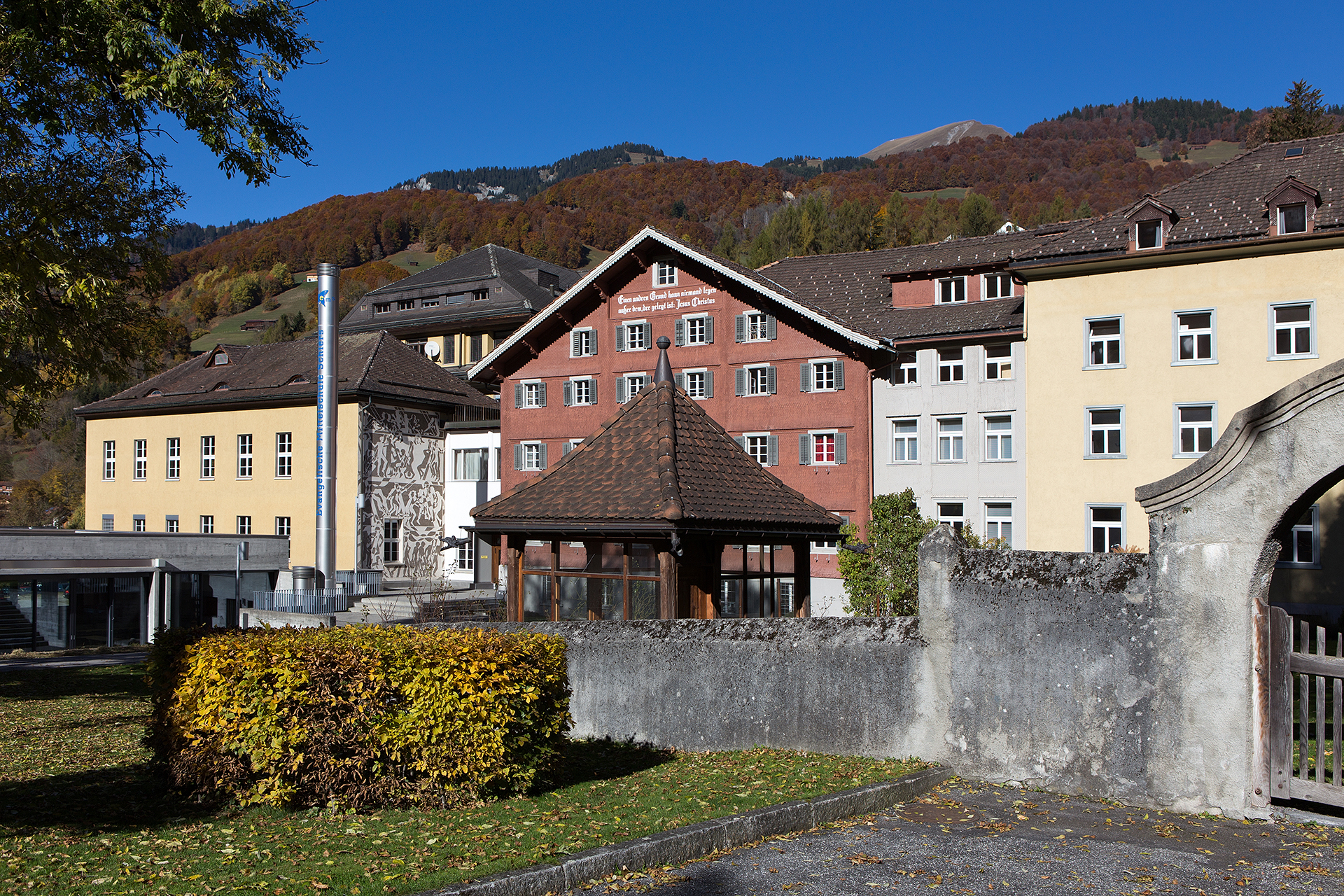
Evangelische Mittelschule

Schiers ist bekannt für seine Evangelische Mittelschule Schiers, ein 1837 als Lehrerseminar gegründetes christliches Gymnasium mit Internat. 1894 bis 1900 wirkte hier Gottfried Fankhauser als Dozent. Einer der berühmtesten Schüler war Alberto Giacometti.

## Wirtschaft
Als Standort des Regionalspitals, das von der Flury Stiftung betrieben wird, und mehrerer Bildungseinrichtungen erfüllt die Gemeinde eine zentrale Funktion im Tal. Neben einer Reihe von Betrieben des Baugewerbes und verwandter Wirtschaftszweige (Holzverarbeitung, Kieswerk) sowie zahlreichen Bauernhöfen gibt es eine Grossmetzgerei und Fleischtrocknerei. In Schiers befinden sich auch die Druckerei und der Redaktionssitz der Regionalzeitung Prättigauer und Herrschäftler.

## Verkehr
Schiers liegt an der 1889 eröffneten Linie Landquart – Klosters der Rhätischen Bahn. Es bestehen stündliche Direktverbindungen mit RegioExpress-Zügen nach Davos und ins Unterengadin. Der Bahnhof wurde im Jahr 2004 grundlegend umgebaut. Vier Postautolinien erschliessen die kleineren Fraktionen und verbinden den Ort auch mit den Nachbargemeinden Fanas, Luzein, Furna und Jenaz.

## Sehenswürdigkeiten

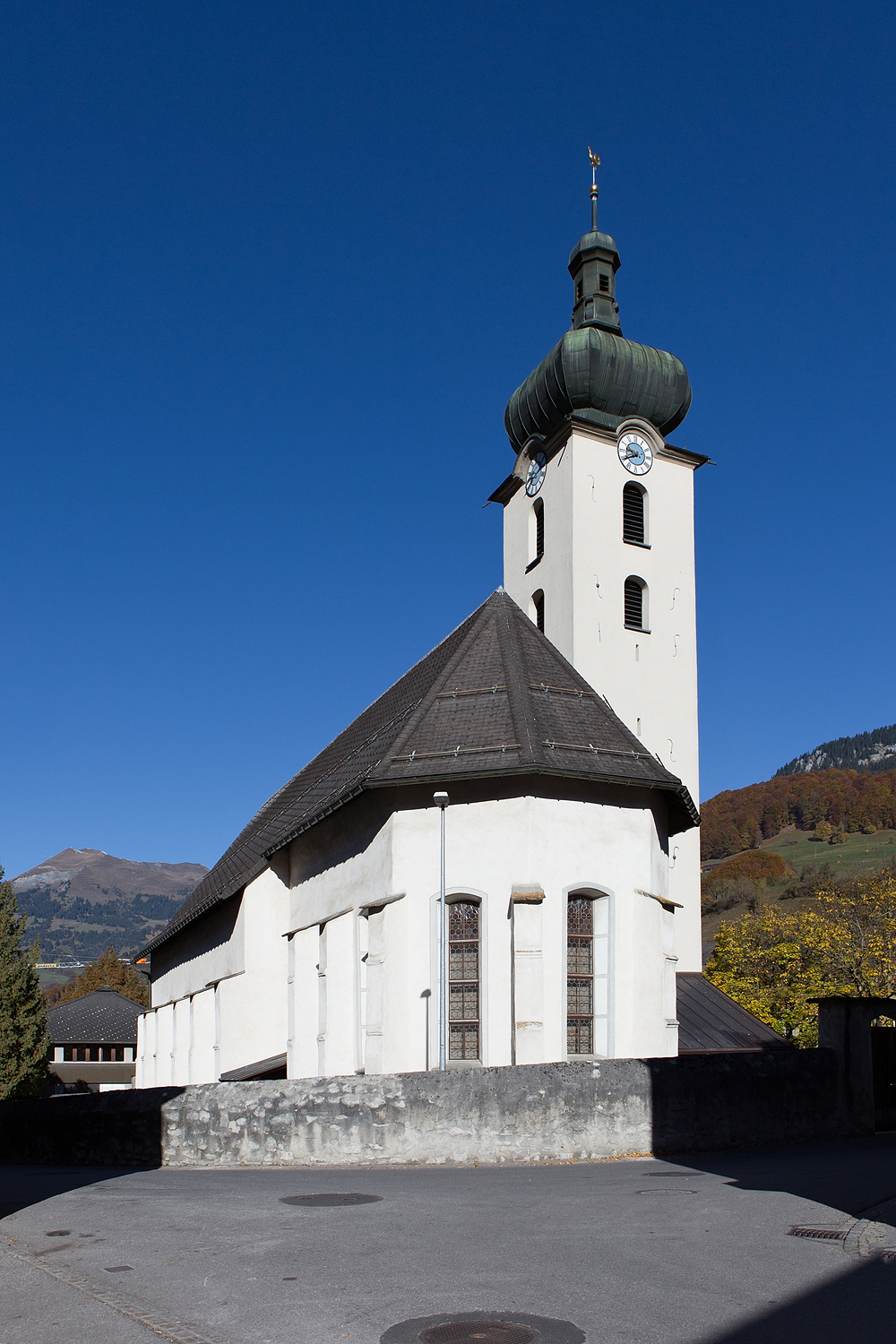
Reformierte Kirche

- Die reformierte Kirche St. Johann ist ein spätgotischer Saalbau, erbaut 1519 bis 1522. Die Schiffsdecke und die Empore stammen aus dem Jahr 1926. Im Pfarrgarten wurden zwei Vorgängerbauten aus dem 5. und 6. Jahrhundert im Grundriss mit Steinplatten markiert.[10][11]
- Wohnüberbauung Feld, Architekt: Martin Spühler[12]
- Einfamilienhaus Tettamanti, 2004, Architekt: Riccardo Tettamanti[13]
- Sagastägbrücke[14]
- Die 1930 fertiggestellte Salginatobelbrücke wurde 1991 von der American Society of Civil Engineers zu einem Meilenstein der Ingenieurskunst gekürt.

## Bilder

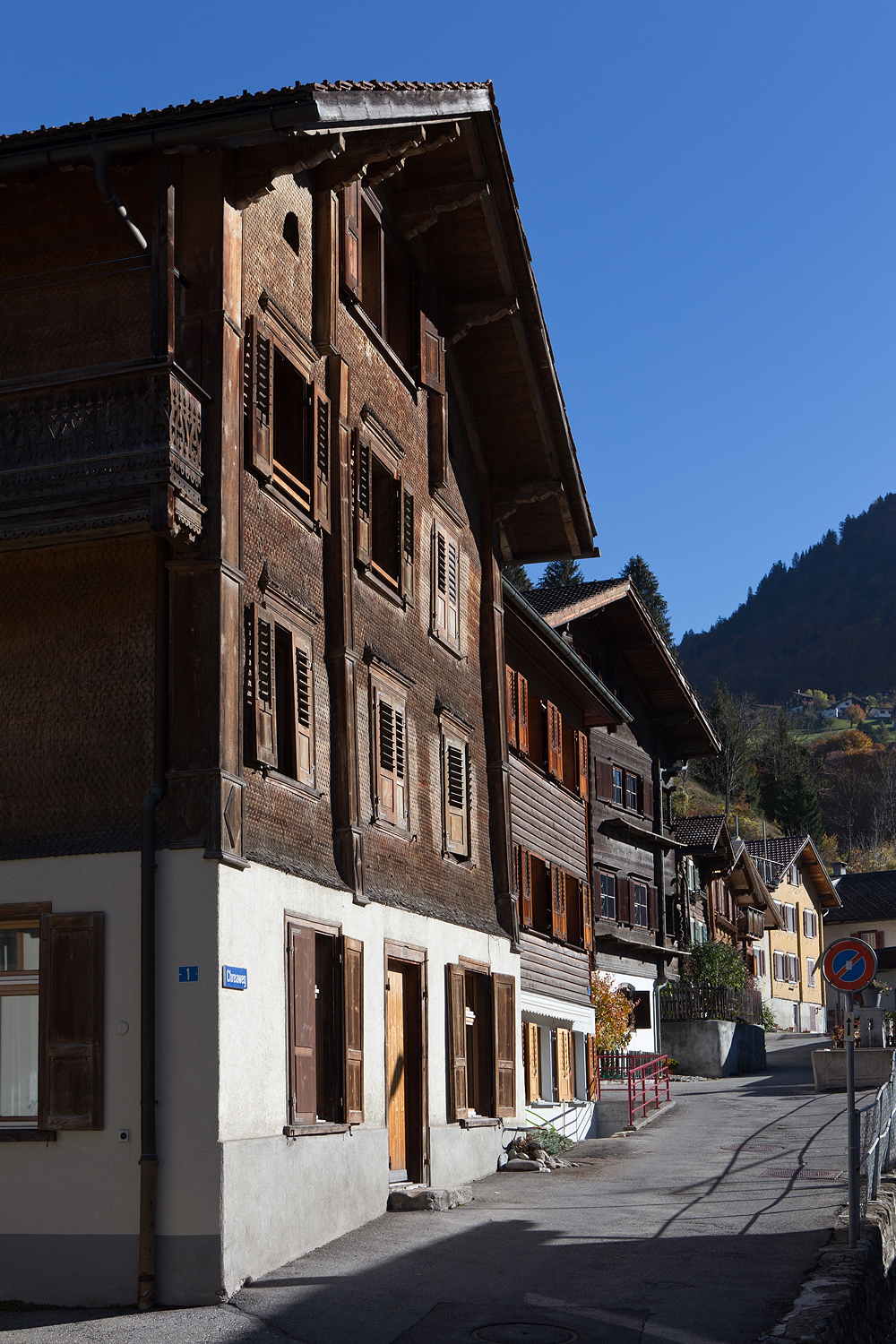
Chreaweg

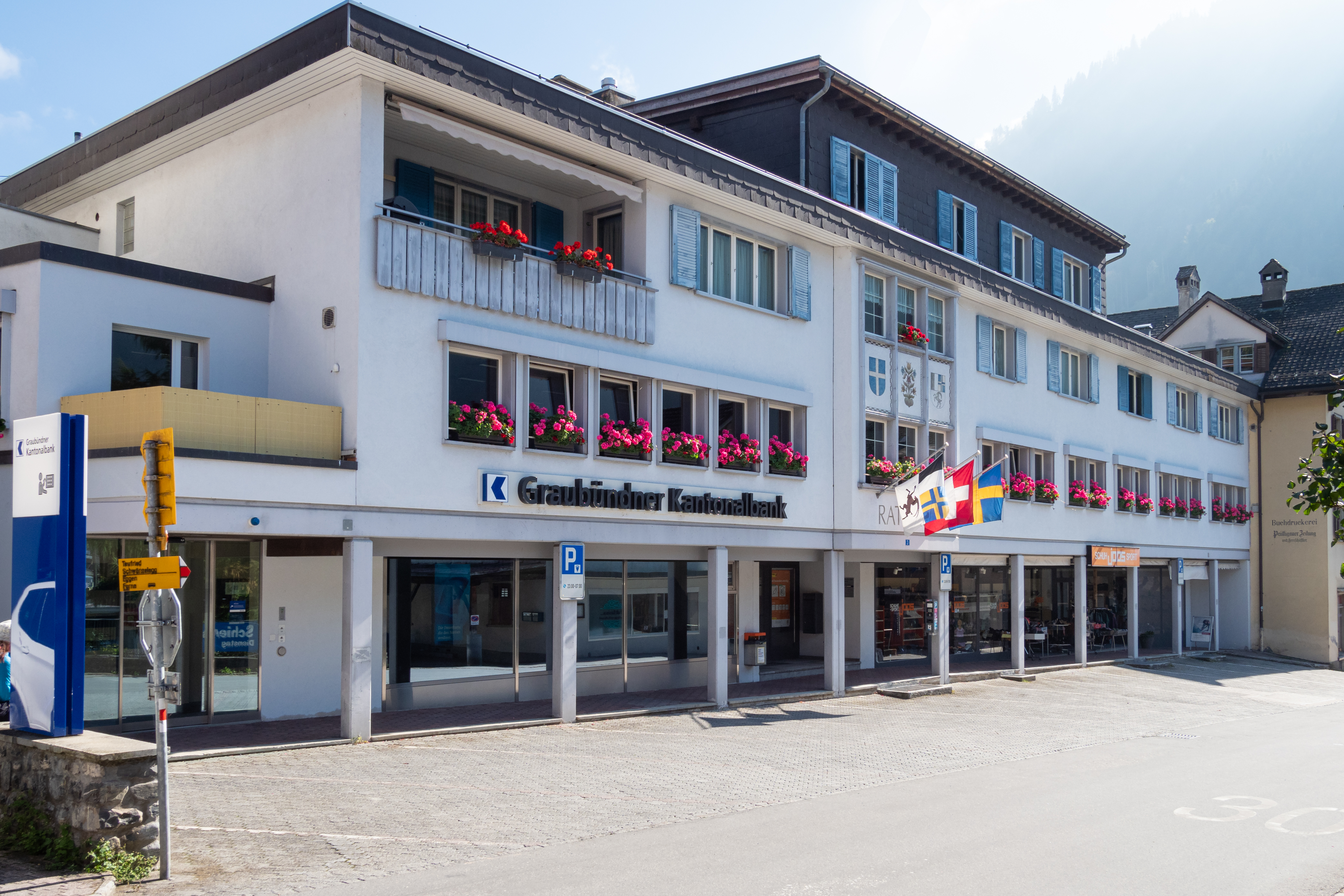
Rathaus und Kantonalbank
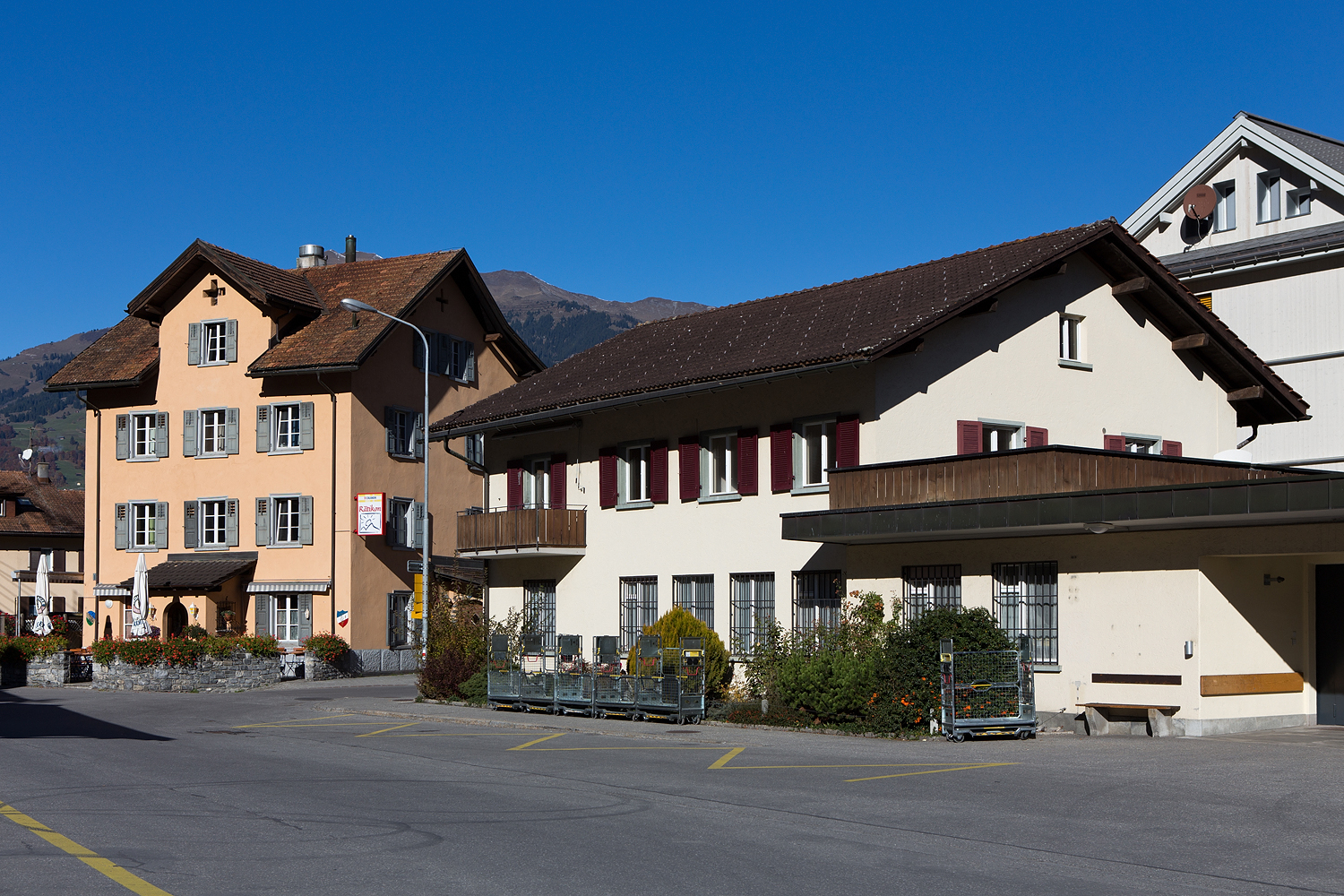
Bahnhofplatz
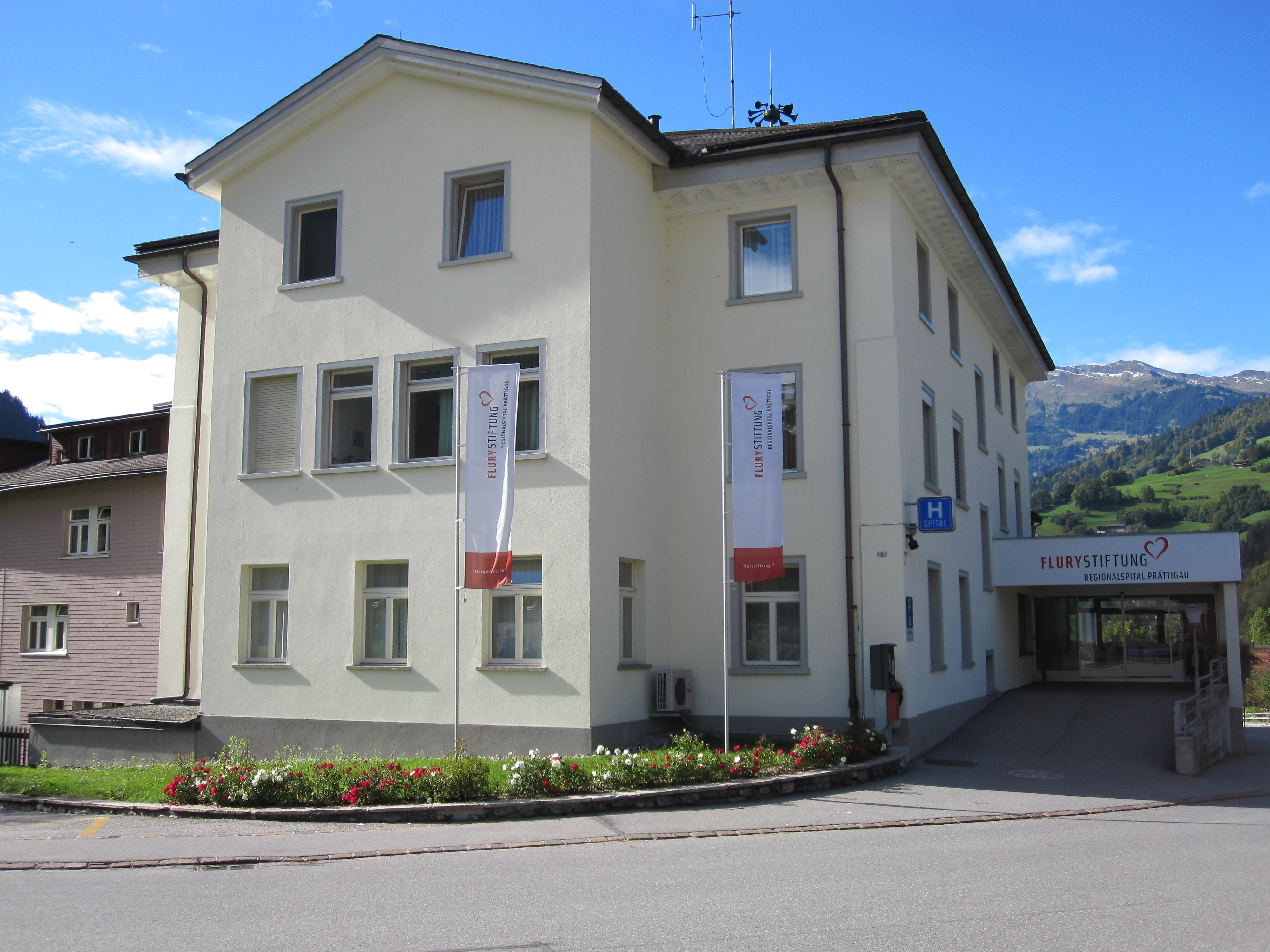
Regionalspital Prättigau
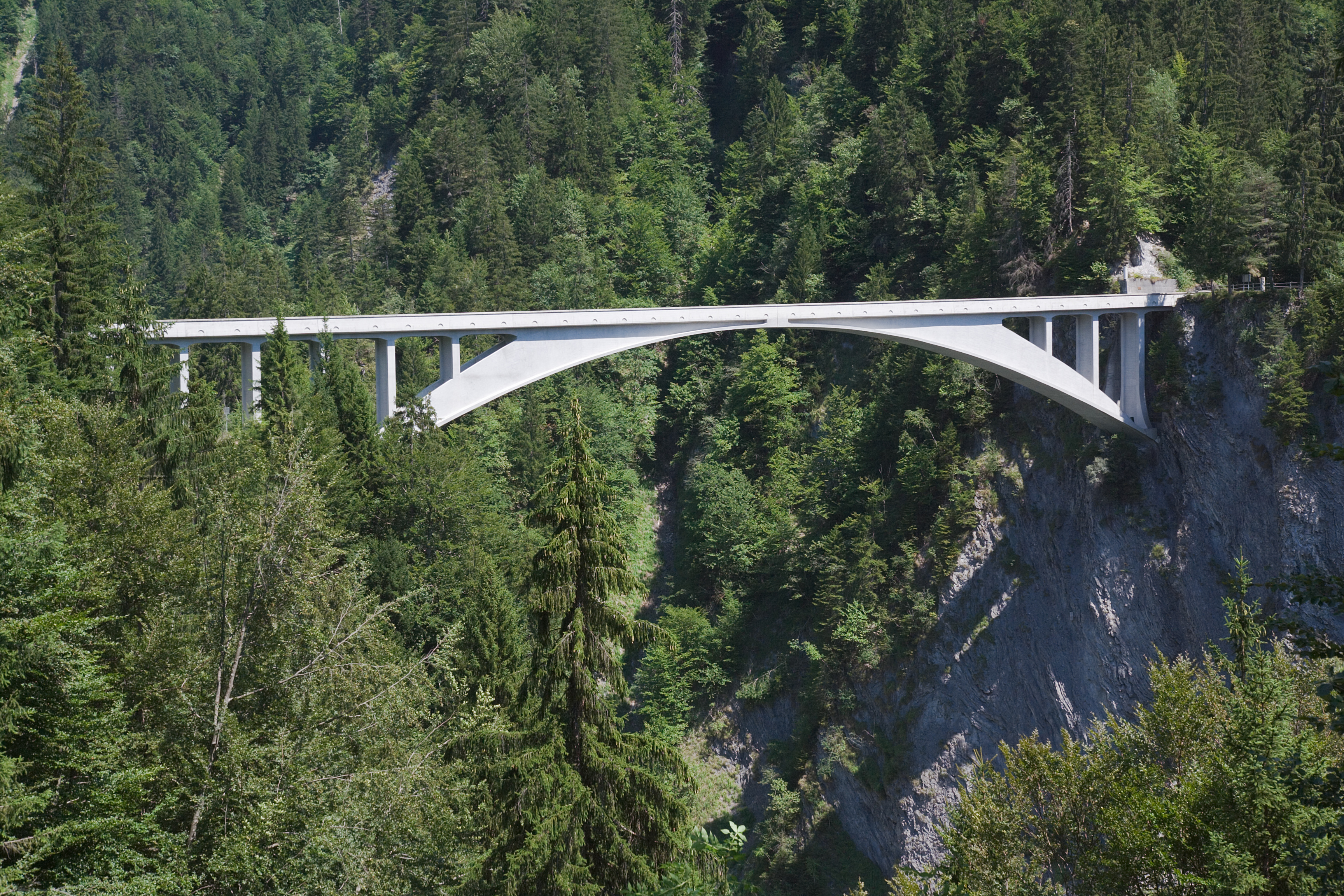
Salginatobelbrücke
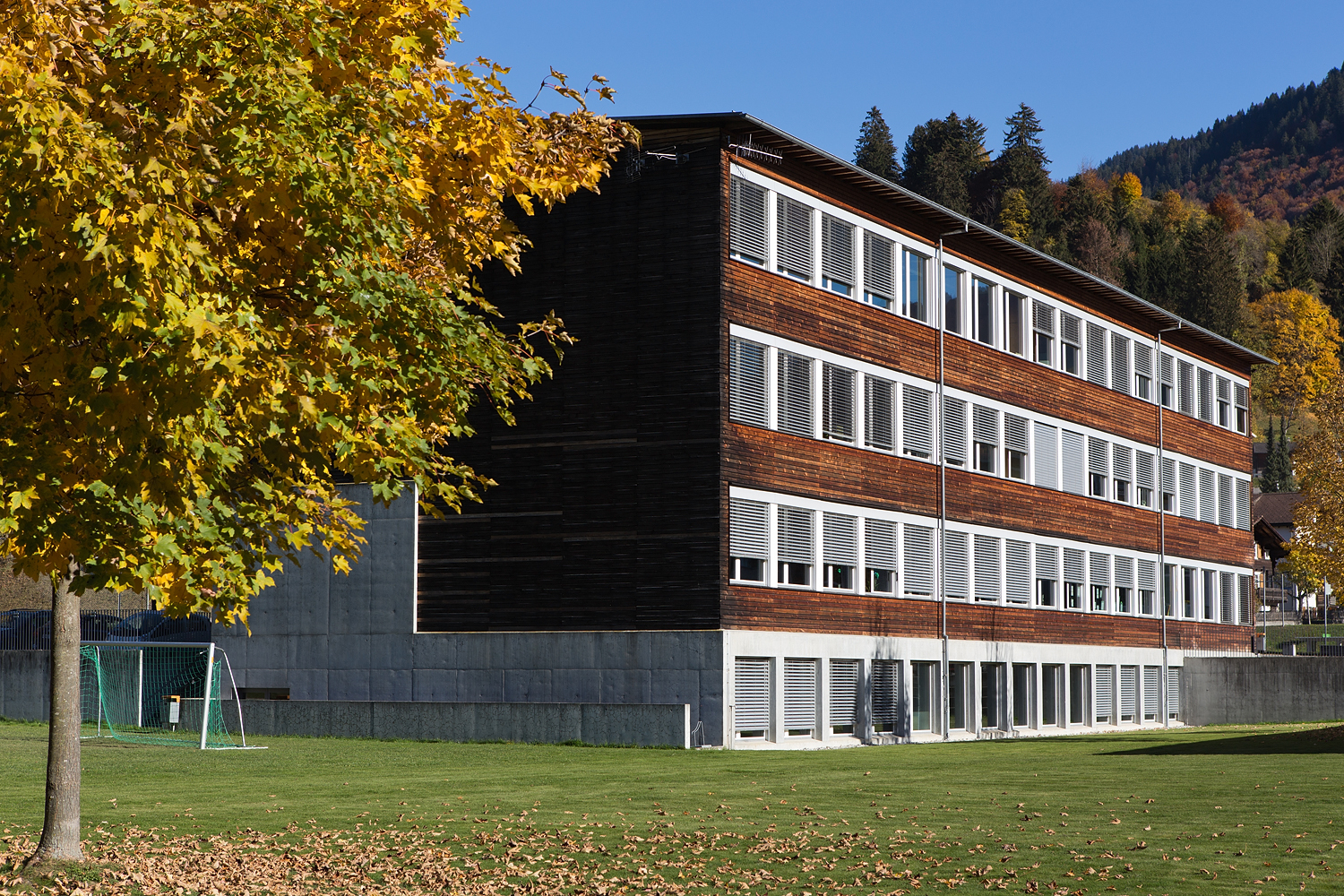
Schulhaus Feld
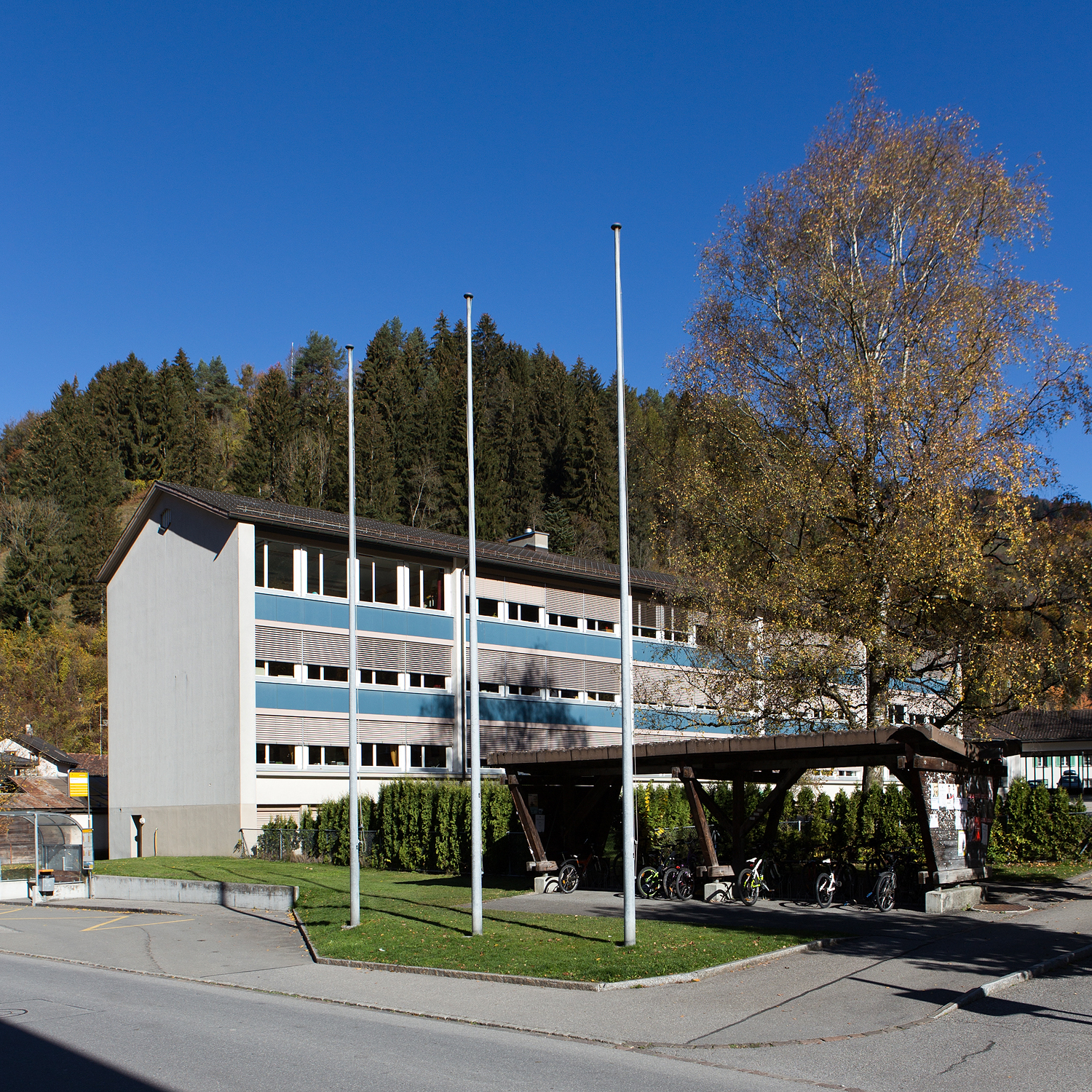
Schulhaus Farb

## Persönlichkeiten
- Sergio Berger (* 1983), Snowboarder
- Andrea Clavadetscher (* 1960), Radsportler
- Theophil Forchhammer (1847–1923), Komponist, Organist und Kirchenmusiker
- Eduard Imhof (1895–1986), Kartograf
- Lea Meier (* 2001), Biathletin
- Manuel Pleisch (* 1990), Skirennfahrer
- Mathias Rüegg (* 1952), Pianist, Komponist, Arrangeur und Bandleader
- Rudolf Schmid (1914–2012), Weihbischof im Bistum Augsburg
- Andreas Victor Walser (* 1976), Althistoriker